# Инглишит
Инглиши́т — очень редко встречающийся минерал класса фосфатов, арсенатов и ванадатов. Назван по имени американского коллекционера минералов Джорджа Инглиша.

## Свойства
Кристаллизуется в моноклинной сингонии. Химическая формула — Na2K3Ca10Al15(PO4)21(OH)7·26H2O, двадцатишестиводный натрий-калий-кальций фосфат алюминия. Обычно в виде развитых пластинчатых кристаллов, но также встречается в виде твердого покрытия и рыхлых масс. Кристаллы инглишита, в чистом виде бесцветные и прозрачные, из-за наличия посторонних примесей могут быть белыми или серовато-зелёными. Твёрдость по шкале Мооса 3 (царапается ногтем). Блеск стеклянный, перламутровый. Спайность весьма совершенная по {001}, слюдоподобная. Цвет черты белый. Плотность (измеренная) 2,65—2,68 г/см3, плотность (расчётная) 2,69 г/см3. Радиоактивность (GRapi) — 47,90.

## Местонахождение
Только на территории США: Невада, Южная Дакота, Юта, (Clay Canyon, Fairfield, первая находка).